# Famille Camondo
Pour les articles homonymes, voir Camondo.
Cette page explique l’histoire ou répertorie les différents membres de la famille Camondo.
La famille de Camondo est une famille juive originaire d'Espagne, passée par Constantinople, l'Italie, puis Paris. Plusieurs membres de cette famille ont été aussi des collectionneurs, ayant légué leurs collections à l'État français.
La famille s'éteint en ligne masculine et légitime en 1935 puis en ligne naturelle en 1980. Elle compte également des victimes de la Shoah en France.

## Histoire

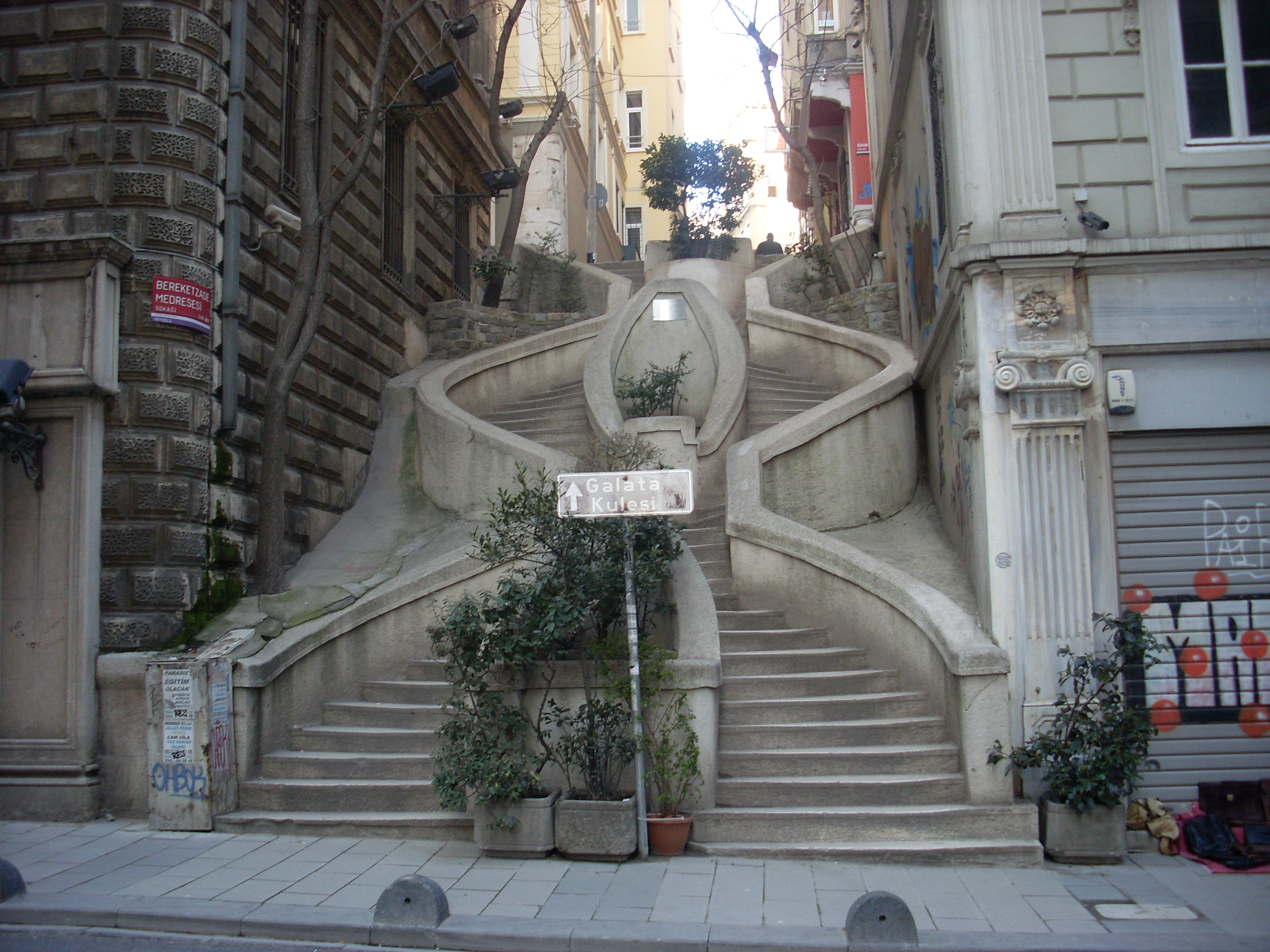
Escaliers Camondo, de style art-nouveau, à Istanbul (Turquie)

Chassée d'Espagne en 1492,, la famille sépharade de Camondo s'installe alors à Venise. Ses activités commerciales vont de Venise à Trieste, en passant par Vienne et ailleurs. Puis au XVIIIe siècle, c'est à Constantinople que Abraham Salomon Camondo (en) exerce un rôle de préteur-changeur (saraf) à Galata puis banquier au sein de l'Empire ottoman. Abraham Salomon Camondo et son fils Raphaël Salomon Camondo fondent et développent un réseau bancaire au Levant, devenant des sortes de « Rothschild de l'Est »,.
Les deux petits-fils d'Abraham Salomon Camondo, Abraham Behor de Camondo (tr) et Nissim de Camondo (tr), considèrent que l'évolution du monde économique va se jouer en Europe, à Berlin, Londres ou Paris, et s'installent en 1869 dans cette dernière ville, après être passés par l'Italie et y avoir aidé les partisans de l'unité italienne. En 1867, Abraham Salomon Camondo reçoit le titre de comte héréditaire par Victor-Emmanuel II, roi d'Italie, en remerciement de son aide pour la réunification de l’Italie. Nissim reçoit lui aussi le même titre en 1870. Les Camondo sont donc passés de la nationalité autrichienne à sujets du grand-duché de Toscane et sont finalement faits nobles du royaume d'Italie. 

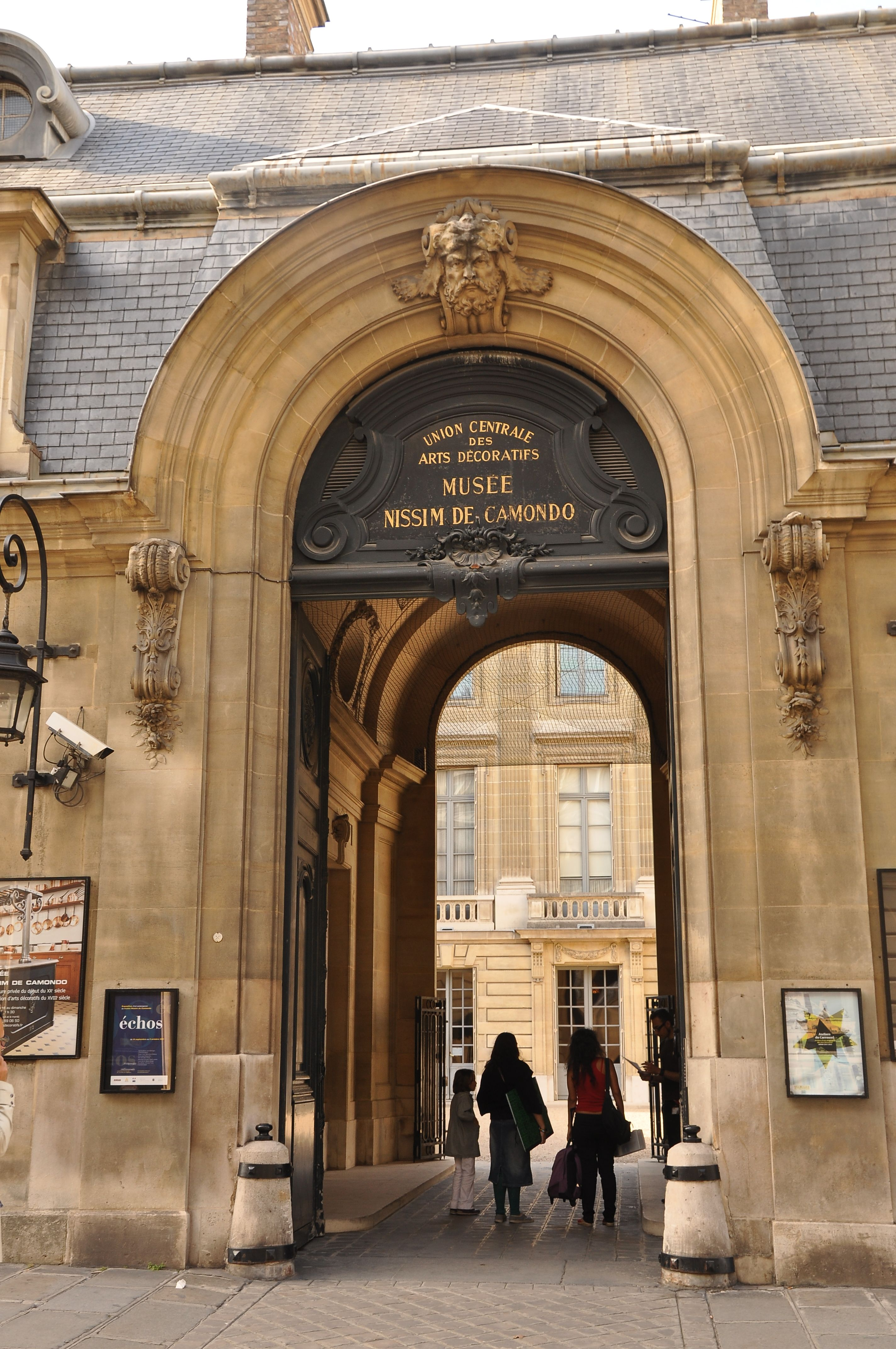
Entrée de l'hôtel de Camondo, légué à l'Union centrale des arts décoratifs et devenu musée Nissim-de-Camondo.

À la fin du Second Empire, il décident donc d'ouvrir une succursale en France, à Paris, où ils se font reconstruire sur la plaine Monceau, en 1912, l'ancien hôtel particulier parisien de la famille en deux hôtels particuliers sis sur deux parcelles voisines aux 61 et 63 rue de Monceau, contigus au parc Monceau. L'entrée s'inspire du Petit Trianon de Versailles et l'ensemble est décoré d'une précieuse collection de meubles et d'œuvres d'art français du XVIIIe siècle. « Le romancier Émile Zola, par exemple, décrivit plus tard leur somptueux domaine de la rue de Monceau comme « une profusion, une explosion de richesses », faisant écho à l'impression générale sur la famille ». Les deux frères très proches meurent la même année, en 1889, à Paris ; ils laissent chacun un fils.

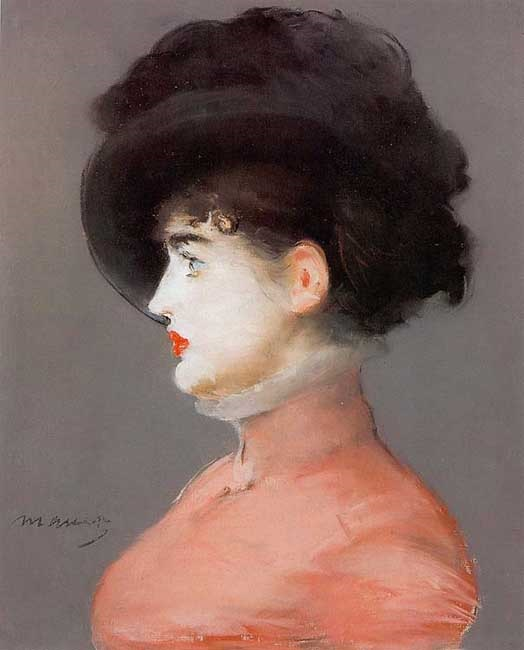
La Viennoise Irma Brunner par É. Manet (années 1880) - dans la collection du comte Isaac de Camondo jusqu'en 1911, accepté par l'Etat aux Musées nationaux à titre de legs du comte Isaac de Camondo pour le musée du Louvre, exposé à partir de 1914 puis affecté au musée d'Orsay.

Sous la IIIe République, leurs fils, les cousins Isaac et Moïse de Camondo, vont gérer leur fortune mais ne sont pas très intéressés par les activités de banquier. Ils sont en revanche, dans le respect de la tradition familiale, de grands collectionneurs et amateurs d'art. Aussi, la famille donne-t-elle généreusement à des œuvres caritatives. Isaac, fin compositeur de musique, effectue des dons successifs puis lègue à sa mort en 1911 ses collections de peinture moderne comprenant notamment quatorze Monet, cinq Cézanne et douze Degas au musée du Louvre (depuis 1986 et l'ouverture du musée d'Orsay, elles sont accrochées dans ce musée), mais le musée du Louvre refuse qu'Isaac de Camondo siège à sa commission d'achats car il est Italien, soit étranger. Pour sa part, Moïse de Camondo, vice-président du musée des Arts Décoratifs du Louvre et l'un des plus grands amateurs de mobilier et d'arts décoratifs français du XVIIIe siècle de la fin du XIXe siècle, constitue une collection remarquable dans son hôtel particulier du 63 rue de Monceau ;  il écrit que sa collection a pour but de mettre en valeur « les gloires de la France » dans la période du XVIIIe siècle qu'il « aime plus que toutes les autres ». Là, il fonde le musée Nissim-de-Camondo à Paris, en mémoire de son fils mort au combat en Meurthe-et-Moselle en 1917, à l'âge de 25 ans. Il lègue à l'État français les biens qui auraient dû revenir à celui-ci, soit l'hôtel particulier de Monceau et ses collections - à la condition que le musée porte le nom de son fils Nissim et honore sa mémoire en ne déplaçant pas les photographies qui y sont installées ; ces conditions sont respectées, après son inauguration officielle par sa fille Béatrice et son ouverture au public en décembre 1936.

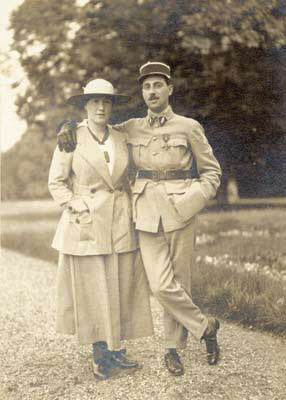
Béatrice et son frère Nissim de Camondo (1916)

Quelques années plus tard, Béatrice, la fille de Moïse (et sœur de Nissim) Camondo est arrêtée, emprisonnée au camp de Drancy et déportée lors de la Seconde Guerre mondiale, ainsi que son ex-mari Léon Reinach et leurs deux enfants, trahis par leur passeur alors qu'ils fuyaient vers l'Espagne. En novembre 1943, le convoi no 62 emmène ces trois derniers au camp d'extermiation d'Auschwitz où ils sont assassinés fin 1943 et début 1944. En mars 1944, Béatrice fait partie du convoi n° 69 qui atteint la même destination, et sa mort serait intervenue début janvier 1945,,,. Sa mère, Irène Cahen d’Anvers, immortalisée dans un portrait d'elle enfant par Renoir (1880), qui avait quitté le foyer en 1896 pour se convertir au catholicisme afin d'épouser le comte Charles Sampieri, maître des Ecuries de Camondo, échappe à l'hécatombe. En revanche, sa tante Élisabeth Cahen d'Anvers (1874-1944), sœur cadette d'Irène, également Juive convertie de longue date, est emprisonnée à Drancy et meurt à Auschwitz.
Cette famille de banquiers est aujourd'hui éteinte, les deux fils naturels - non reconnus - d'Isaac de Camondo (1851-1911) étant morts en 1978 et 1980, ainsi que les descendants de Moïse de Camondo. Cependant, il existe plusieurs descendants de la branche d'Isaac Camondo (mort en 1831), frère aîné d'Abraham Salomon et fondateur de la banque.

## Postérité
L'exposition « La Splendeur des Camondo : de Constantinople à Paris, 1806-1945 », visible au musée d'Art et d'Histoire du Judaïsme à Paris de novembre 2009 à mars 2010 est le premier hommage public rendu à ces mécènes de l'État,.
Plusieurs ouvrages sont consacrés à l'histoire de cette famille, dont, publiés en 1997, Le dernier des Camondo, par Pierre Assouline, chez Gallimard, Les Camondo ou l'éclipse d'une fortune par Nora Şeni et Sophie Le Tarnec chez Actes Sud, ou encore en 2021, Lettres à Camondo par Edmund de Waal (en).

## Généalogie
- Isaac Camondo (? - 1831) épouse Fanny Engel : 5 enfants (dont postérité)
- Abraham Salomon Camondo (en)' (1781-1873) épouse Clara Lévy (1791-1866)[14].
  - Raphaël Salomon Camondo (tr) (1810-1866), banquier épouse Esther Fanny Fua (1814-1880).
    - Abraham Behor de Camondo (tr) (1829-1889), banquier épouse (1847) Regina Baruch (1833-1905).
      - Clarisse de Camondo (1848-1917) épouse (1867) Léon Alfassa (1849-1920), banquier.
        - Rachel Alfassa (1869-1889).
        - Albert Alfassa (1871-1893).
        - Georges Alfassa (1872-1919).
        - Alice Alfassa (1874-1926).
        - Maurice Alfassa (1877-1926).
        - Marguerite Alfassa (1880-1961).

      - Isaac de Camondo (1851-1911), banquier, collectionneur, mécène, avec Lucie Bertrand (n. en 1866), artiste lyrique.
        - Jean Bertrand (1902-1980), romancier (non reconnu).
        - Paul Bertrand (1903-1978), artiste dramatique (non reconnu).

    - Nissim de Camondo (tr) (1830-1889), banquier, épouse (1855) Élise Fernandez (1840-1910).
      - Moïse de Camondo (1860-1935), banquier, collectionneur, fondateur du Musée Nissim-de-Camondo épouse (1891) Irène Cahen d'Anvers (1872-1963), fille de Louis Cahen d'Anvers.
        - Nissim de Camondo (1892-1917), aviateur.
        - Béatrice de Camondo (1894-1944/45) épouse Léon Reinach (1893-1943), compositeur, fils de Théodore Reinach.
          - Fanny Reinach (1920-1943).
          - Bertrand Reinach (1923-1943).

    - Rebecca Camondo (1833-1863) épouse (1850) Michel Halfon (1829-1890), banquier.
      - Regina Halfon (1851-1922) épouse (1870) : Isaac Hillel-Manoach (1848-1881).
        - Manolo Hillel-Manoach.
          - Jacques Hillel-Manoach (1919-2014), médecin, épouse Jeanne Simoni (1921-2002), avocate.
            - Olivier Hillel-Manoach (1947-2025), avocat, épouse Isabelle Coyaud (1948), commissaire aux comptes.
              - Sébastien Hillel-Manoach (1976) épouse Guillemette Jourdain (1988).
              - Clémence Hillel-Manoach (1978), avocate.

            - Stéphane Hillel-Manoach (1955), comédien.

        - Robert Hillel-Manoach (1875-1935).
        - Irène Hillel-Manoach (1878-1920) épouse Camille Erlanger (1863-1919), compositeur.
          - Philippe Erlanger (1903-1987), historien.

      - Salomon Halfon (1854-1923) épouse (1879) : Alice Rodrigues-Pereire (1859-1931).
        - Nadine Halfon (1885-1928) épouse Pedro Heeren.

      - Hortense Halfon (1858-1932) épouse (1877) : David Alexandre Ellissen (1842-1891), banquier.
        - Sophie Ellissen (1878-1965) épouse Max Lazard (1875-1953).
        - Germaine Ellissen (1882-1943)  épouse Louis Helbronner (1876-1914), avocat.

      - Esther Halfon (1859-1941)  épouse Moïse Halfon (1851-1923).
        - Robert Halfon (1881-1961).
        - André Halfon (1887-1917).
        - Irène Halfon (1893-1972) (1916) Robert Anspach (1893-1971).

## Galerie

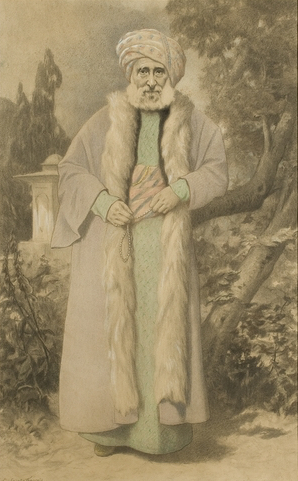
Abraham Salomon Camondo (v. 1868)
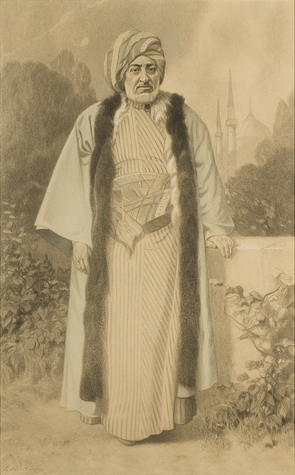
Salomon Raphaël Camondo (vers 1865)
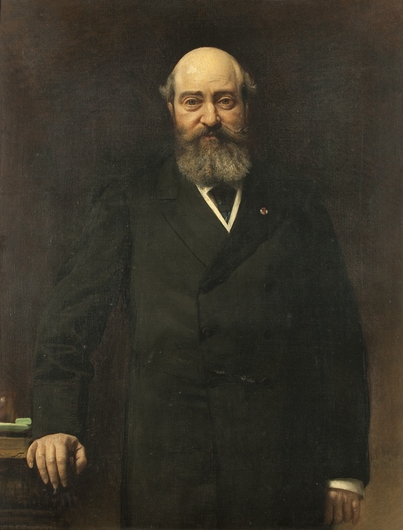
Abraham Behor de Camondo (1882)
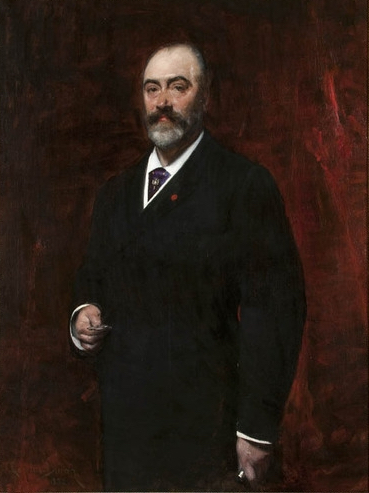
Nissim de Camondo (1882)
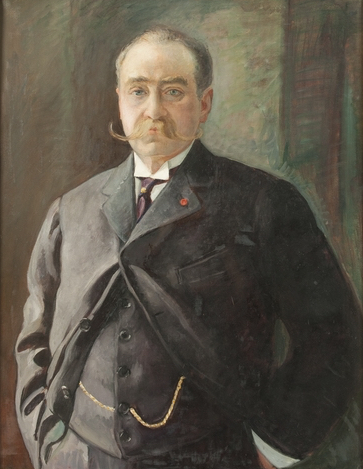
Isaac de Camondo (1912)
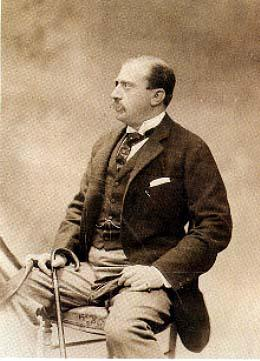
Moïse de Camondo
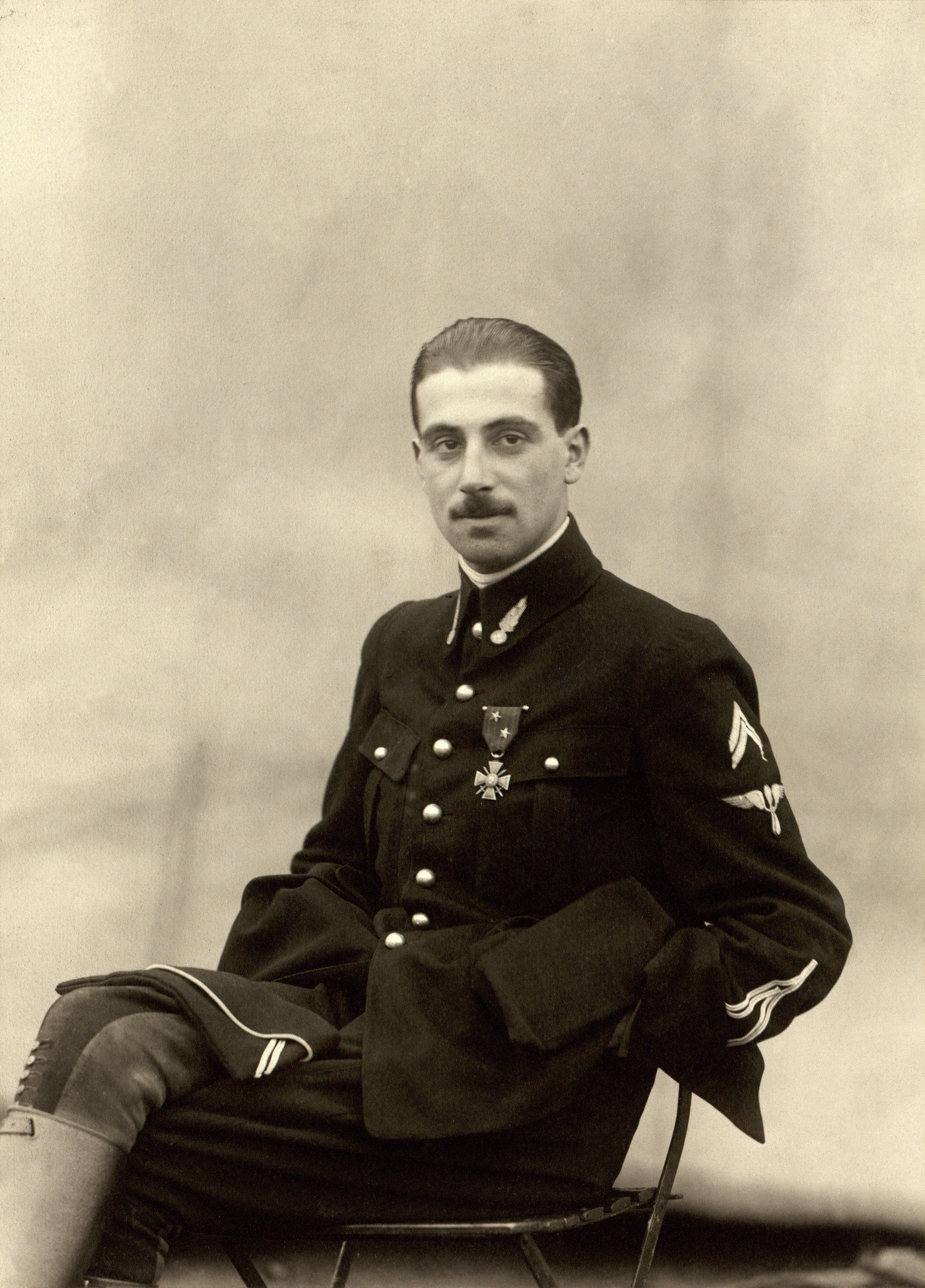
Lieutenant pilote aviateur Nissim de Camondo (1917)
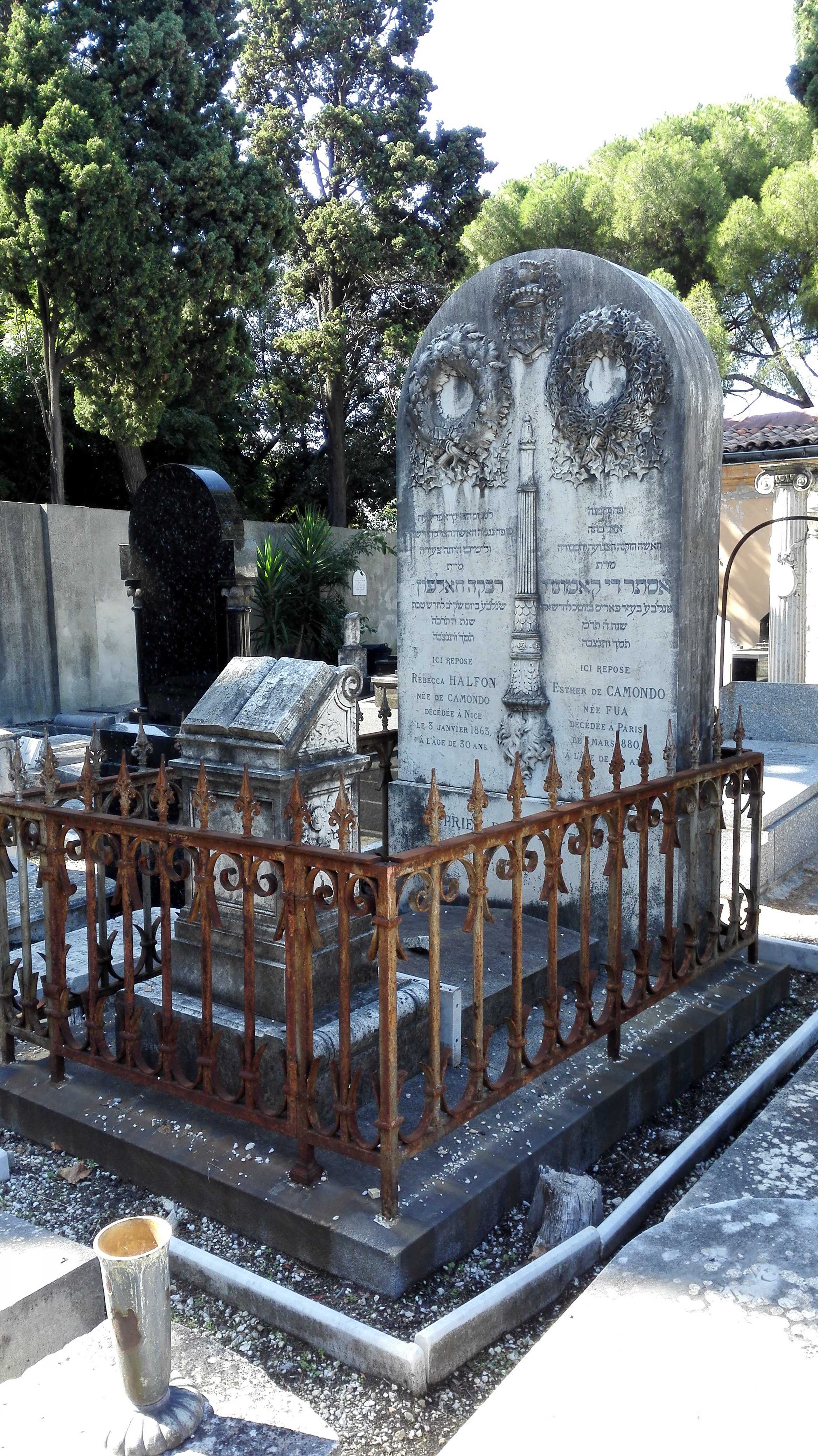
Sépulture de Rebecca Halfon et d'Esther de Camondo, cimetière du Château, Nice.
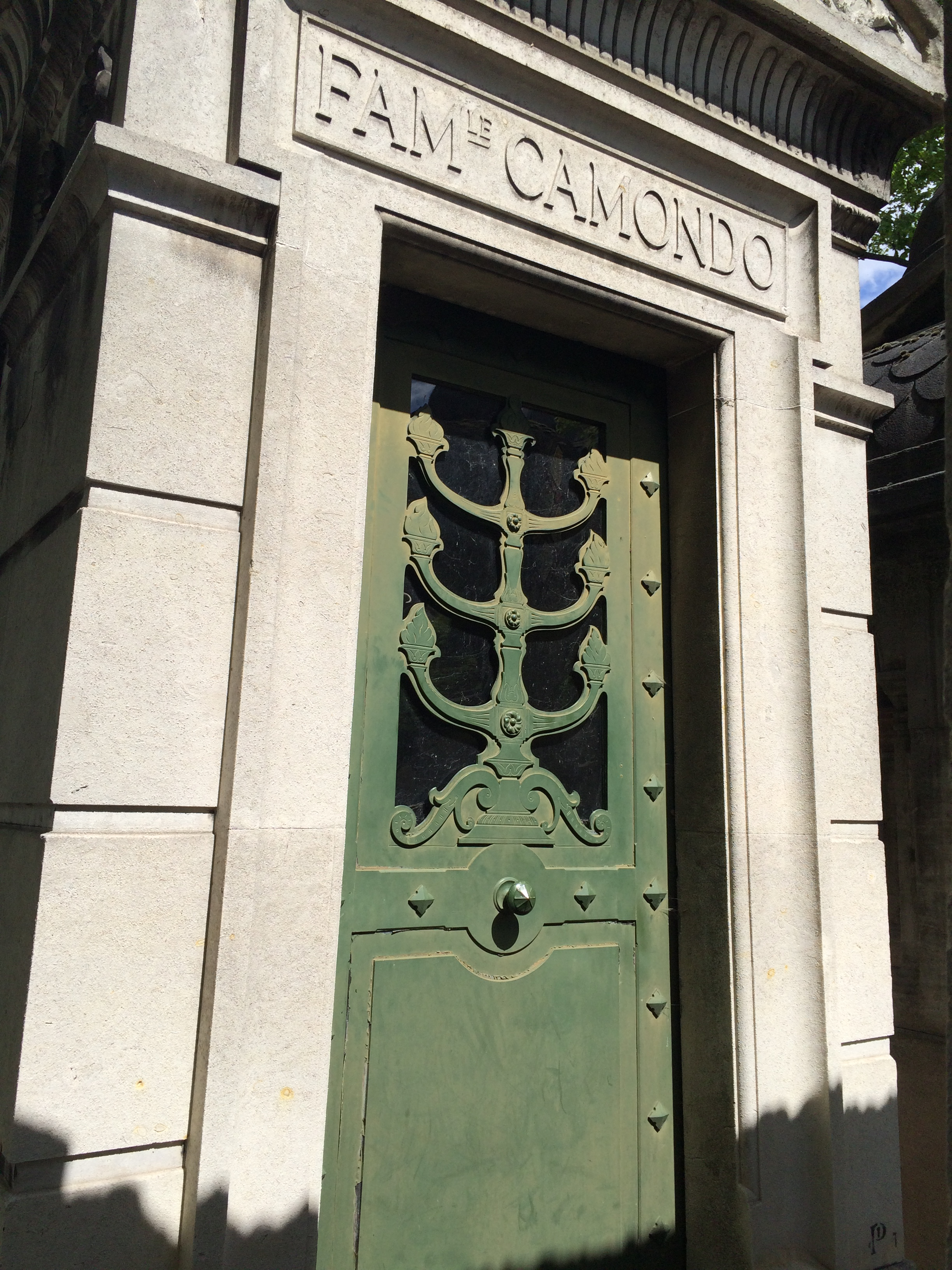
Chapelle des Camondo au cimetière de Montmartre (div. 3), Paris.